# Warnstorfia sarmentosa
Warnstorfia sarmentosa är en bladmossart som beskrevs av Lars Hedenäs 1993. Warnstorfia sarmentosa ingår i släktet fattigkrokmossor, och familjen Amblystegiaceae. Inga underarter finns listade i Catalogue of Life.

## Bildgalleri

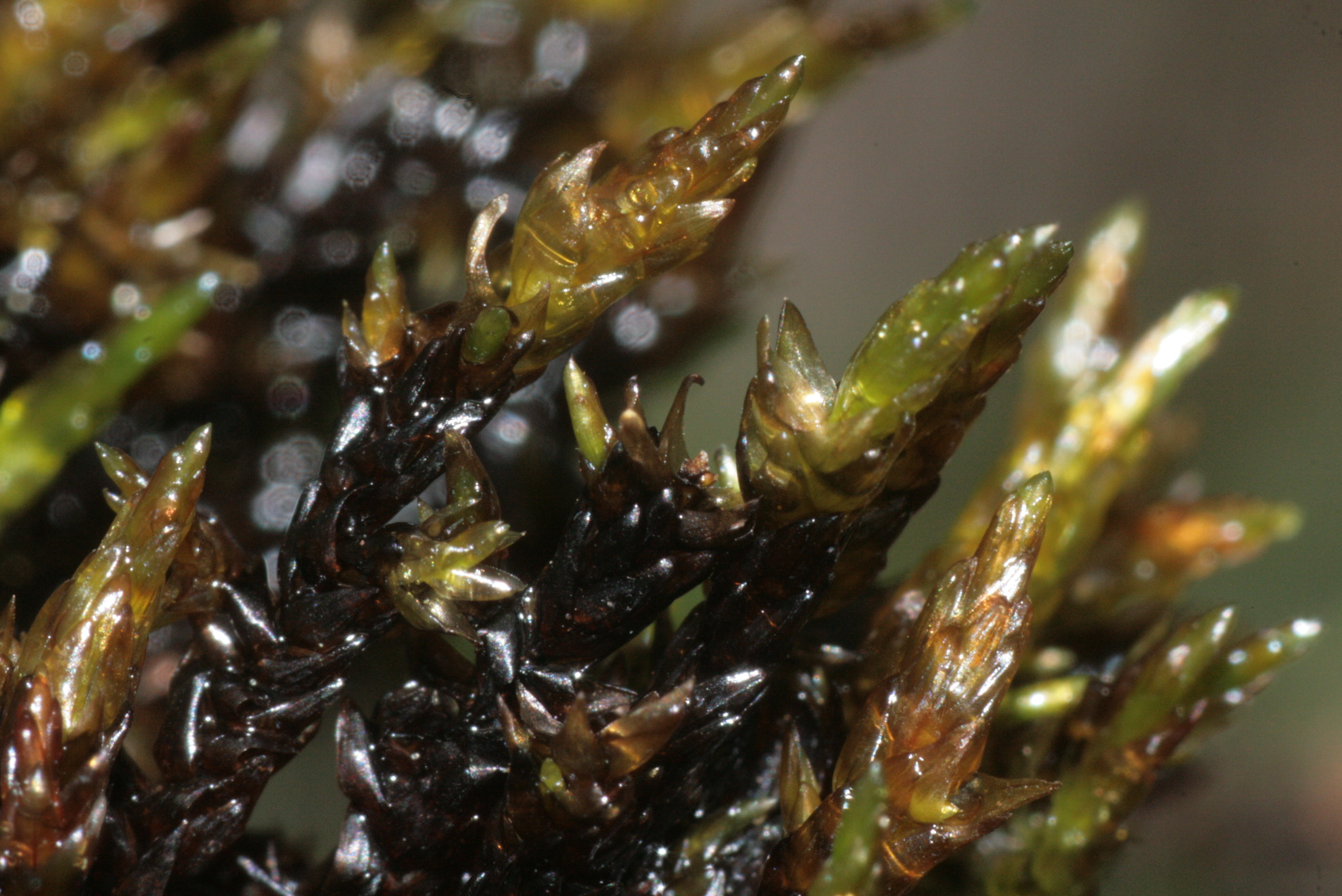
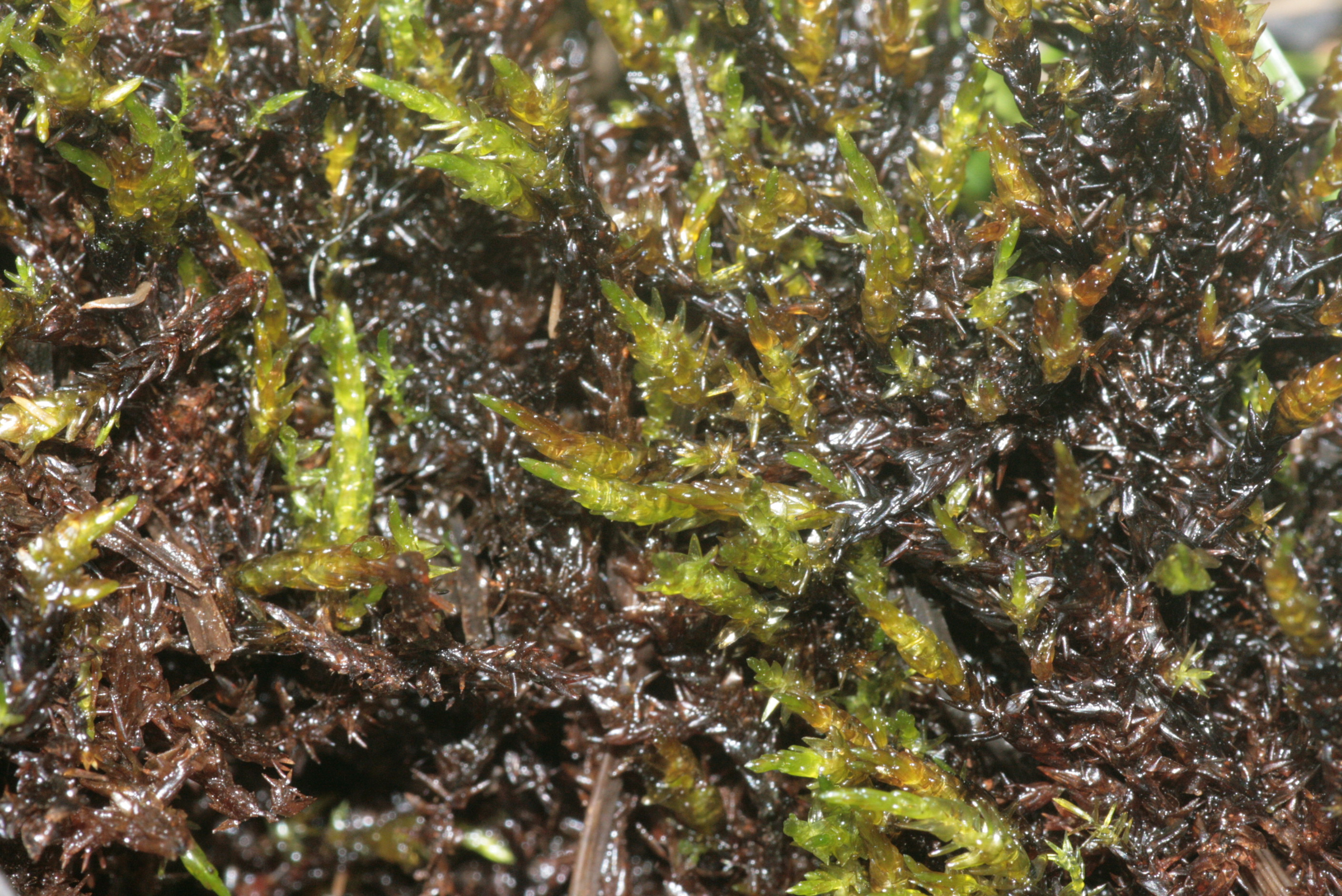
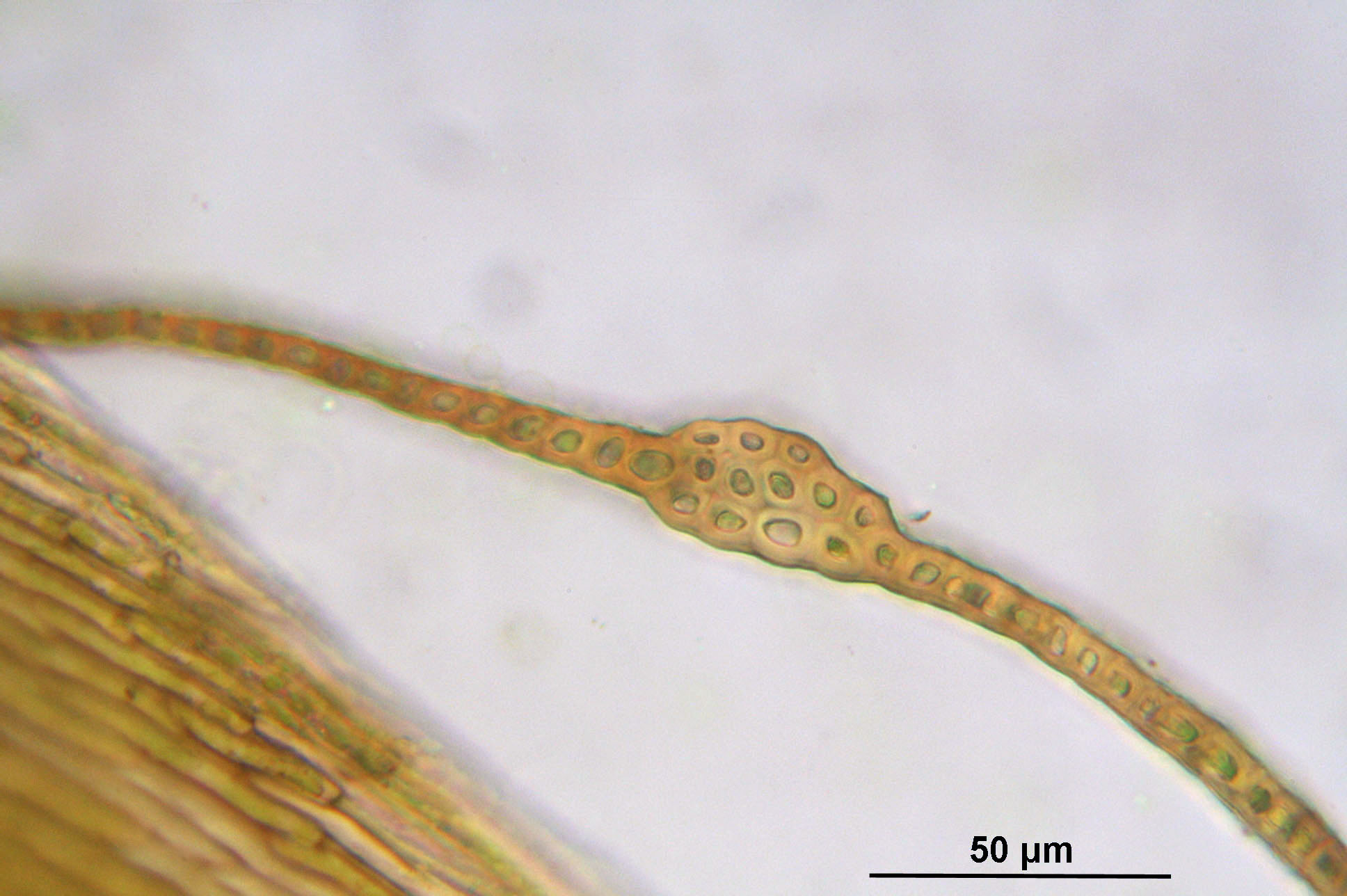
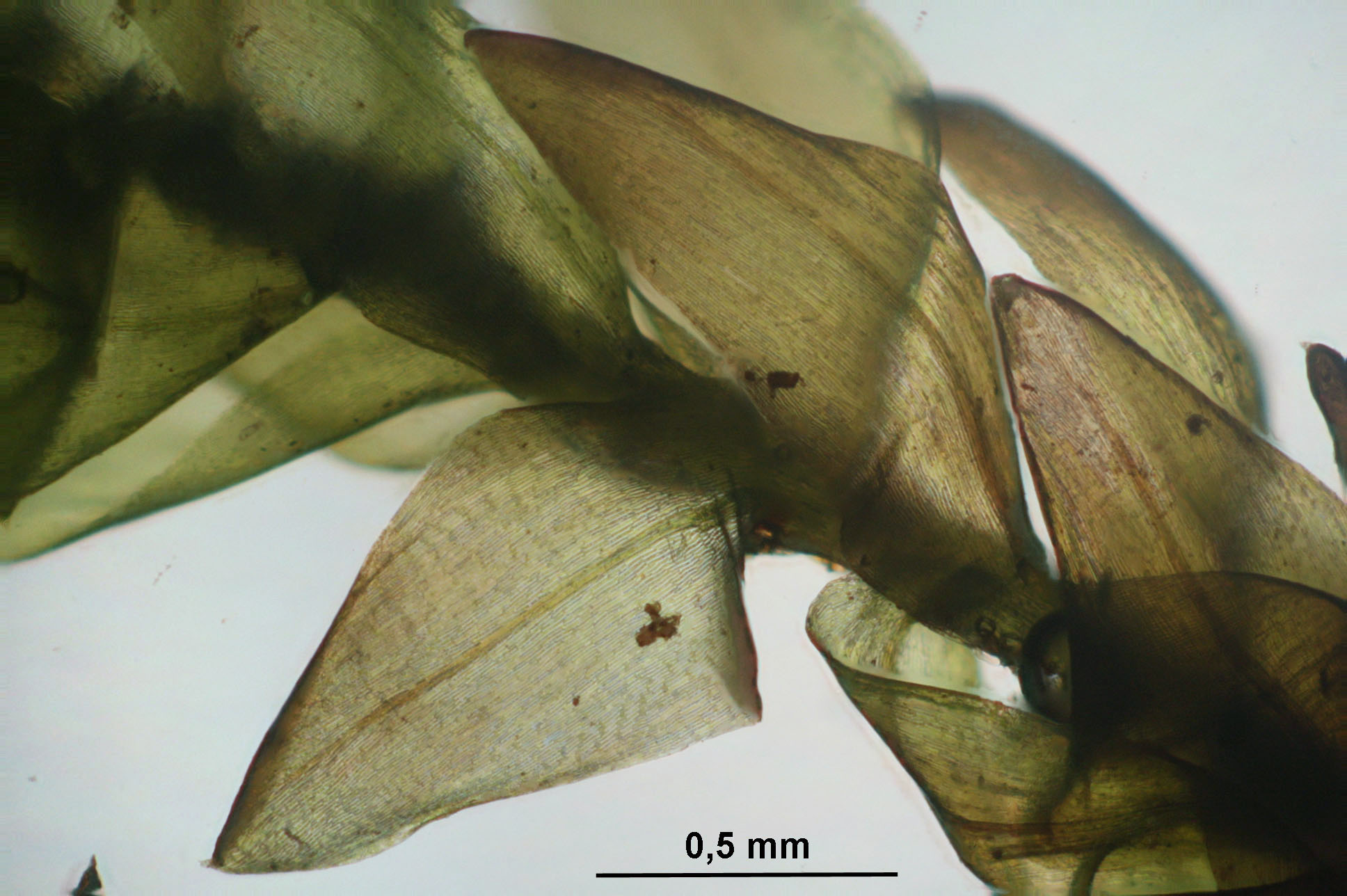
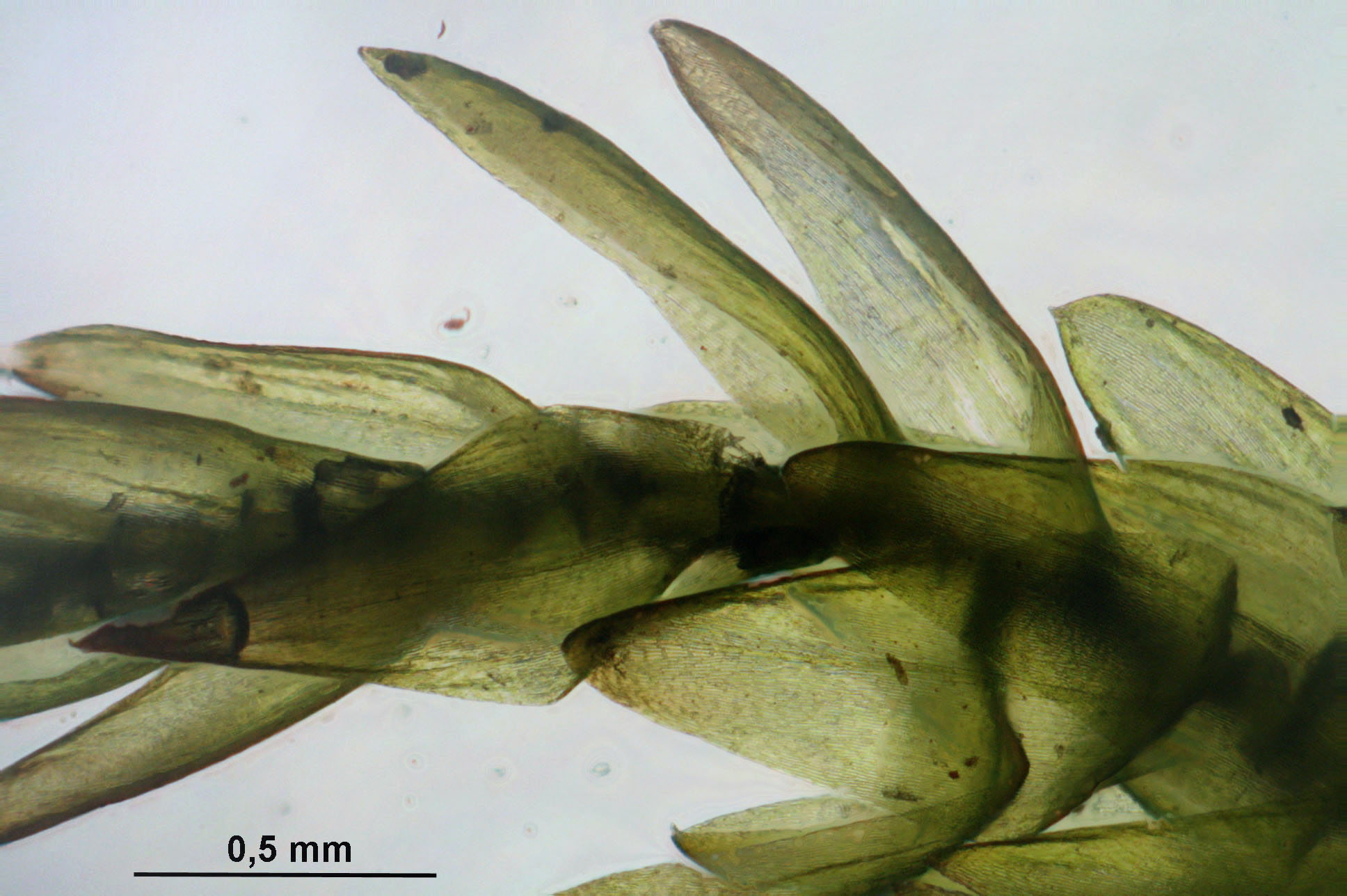
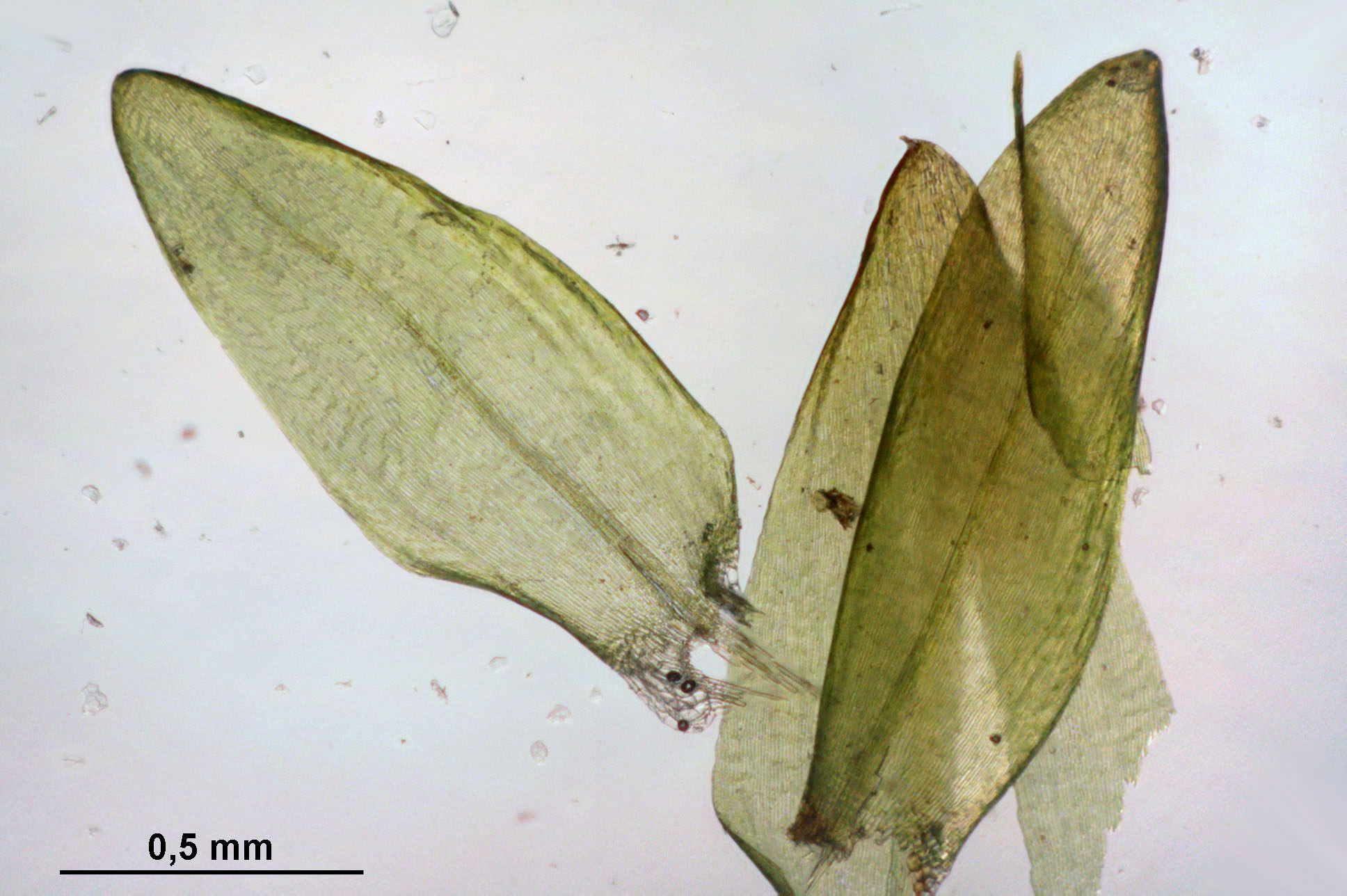